# コルシカ共和国

コルシカ共和国
イタリア語:  Repubblica Corsa
コルシカ語: Ripublica Corsa

国の標語: Amici e non di ventura国歌: Dio vi Salvi Regina
神が汝を救い給う、女王（＝マリア）よ
1757年のコルシカ共和国

コルシカ共和国（コルシカきょうわこく、イタリア語: Repubblica Corsa）は、1755年にパスカル・パオリがコルシカ島のジェノヴァ共和国からの独立と主権国家設立を宣言して成立したとされる共和国である。パオリが制定したコルシカ憲法は、啓蒙思想により初めてイタリア語で記述された憲法（コンスティテューション）で、女性参政権を認める最初の試みであったが、1769年にフランスがコルシカ島を制圧したことでパオリ政権は崩壊し、憲法も廃止された。その短い期間の中で、共和国は行政、法制、軍隊を整えていた。

## 成立
コルシカ島の民族主義運動を成功に導いたパスカル・パオリは、ジェノヴァ共和国の勢力を海岸線の数都市を除いて島全域から駆逐した。この後、パオリはコルシカ政府の再興と数々の改革に着手した。首都コルテに大学が設立され、コルシカの守護聖人デヴォタにちなんで1757年に「聖デヴォタ騎士団」が創設された。
コルシカ議会は、各地域で3年おきに選出される代表者で構成された。参政権は25歳以上のすべての男性に与えられた。なお、伝統的にコルシカの女性は村のポデスタ（執政長官）を始めとする各役職の選挙に参加しており、コルシカ共和国の国政選挙でも実際には女性も投票していたとする説がある。
1761年、共和国はミュラトで独自の硬貨を鋳造した。硬貨にはコルシカのシンボルであるムーア人の頭が刻まれた。
パオリの独立、民主主義、自由主義の試みは、ジャン＝ジャック・ルソー、ヴォルテール、ギヨーム・トマ・フランソワ・レナール、ガブリエル・ボノ・ド・マブリーら同時代の多くの哲学者たちから支持を受けた。ジェイムズ・ボズウェルは1768年に『コルシカの報告』を出版し、パオリの名をヨーロッパ中に知らしめた。しかし、コルシカ共和国を国家として承認したのは、フサイン朝チュニジアのベイだけだった。

## フランスの侵攻
1767年、コルシカ共和国はジェノヴァからカプーリア島を奪取した。コルシカ島の回復を断念したジェノヴァは、翌1768年にフランスとヴェルサイユ条約を結び、コルシカ島領有の権利を譲渡した。
同年に侵攻を開始したフランス軍に対しパオリら共和国軍は激しく抵抗したが、1769年5月のポンテ・ノーウの戦いでノエル・ジュルダ・ド・ヴォー率いるフランスの大軍に決定的な敗北を喫した。コルシカ共和国は崩壊し、パオリはグレートブリテン王国に亡命した。

## その後

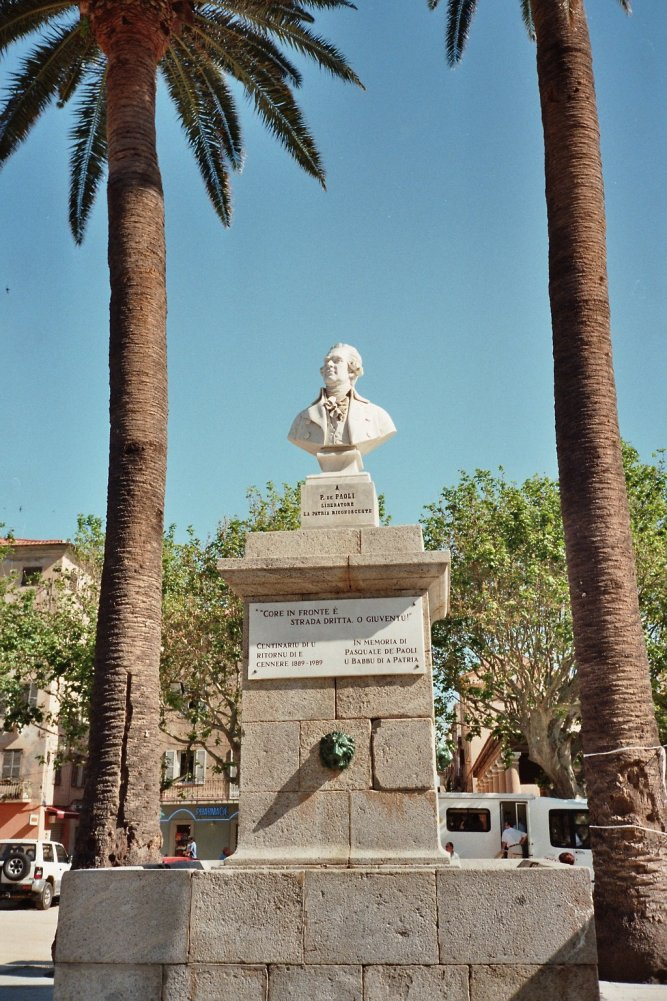
リル・ルッスにあるパスカル・パオリの胸像

コルシカ共和国最大の後ろ盾であったにもかかわらず、イギリスではコルシカ陥落の報への反響が小さかった。一方で地中海の重要拠点がフランスの手に落ちたのが重大事であることは確かであり、コルシカを「失った」ことはグラフトン内閣の失態であるとされた。一連のコルシカ危機でグラフトン内閣は大打撃を受け、1770年に総辞職に追い込まれる遠因となった。亡命してきたコルシカの独立活動家たちはアメリカ独立戦争や1782年のジブラルタル包囲戦でイギリス軍に参加し、活躍した。
彼らと戦ったアメリカ独立派も、コルシカ共和国を建国の手本とした。アレクサンダー・ハミルトンらニューヨーク王立大学（現コロンビア大学）の学生が参加していたニューヨーク民兵のグループは「コルシカンズ」を名乗った（後にハーツ・オブ・オークに改称）。
1794年、パオリは本格的にイギリスの支配を受け入れたうえでアングロ・コルス王国（コルシカ王国）を建国した。しかし内紛の末にパオリはコルシカを退去させられ、1796年、コルシカ出身でフランスのイタリア方面司令官になっていたナポレオン・ボナパルトによってコルシカ島は再征服された。
以降コルシカ島はフランスの領土となっているが、現代においても共和国の復活を目指すコルシカ独立運動が続いている。